# Magdalena Abakanowicz
Marta Magdalena Abakanowicz-Kosmowska (Falenty, 20 de junio de 1930-Varsovia, 20 de abril de 2017) fue una escultora y destacada artista de la escuela polaca del tapiz. 
En sus composiciones, en las que aunó elementos procedentes de las corrientes estéticas en boga, recurrió a menudo a elementos escultóricos. Su originalidad radica en el traslado de sus conocimientos sobre tapicería a la escultura a partir de unos experimentos realizados en la década de los sesenta. Sus obras, verdaderos ambientes en los que las repeticiones de formas alusivas a la cabeza, tórax o multitudes, son representadas en tonalidades oscuras, confieren una dimensión dramática acentuada por los temas que priman en su obra: lo individual y lo colectivo, el anonimato y el estereotipo, la corrosión y la enfermedad, cuya presencia singular plasmada de manera concreta y sensible imprime en ella cierta elocuencia.

## Datos biográficos

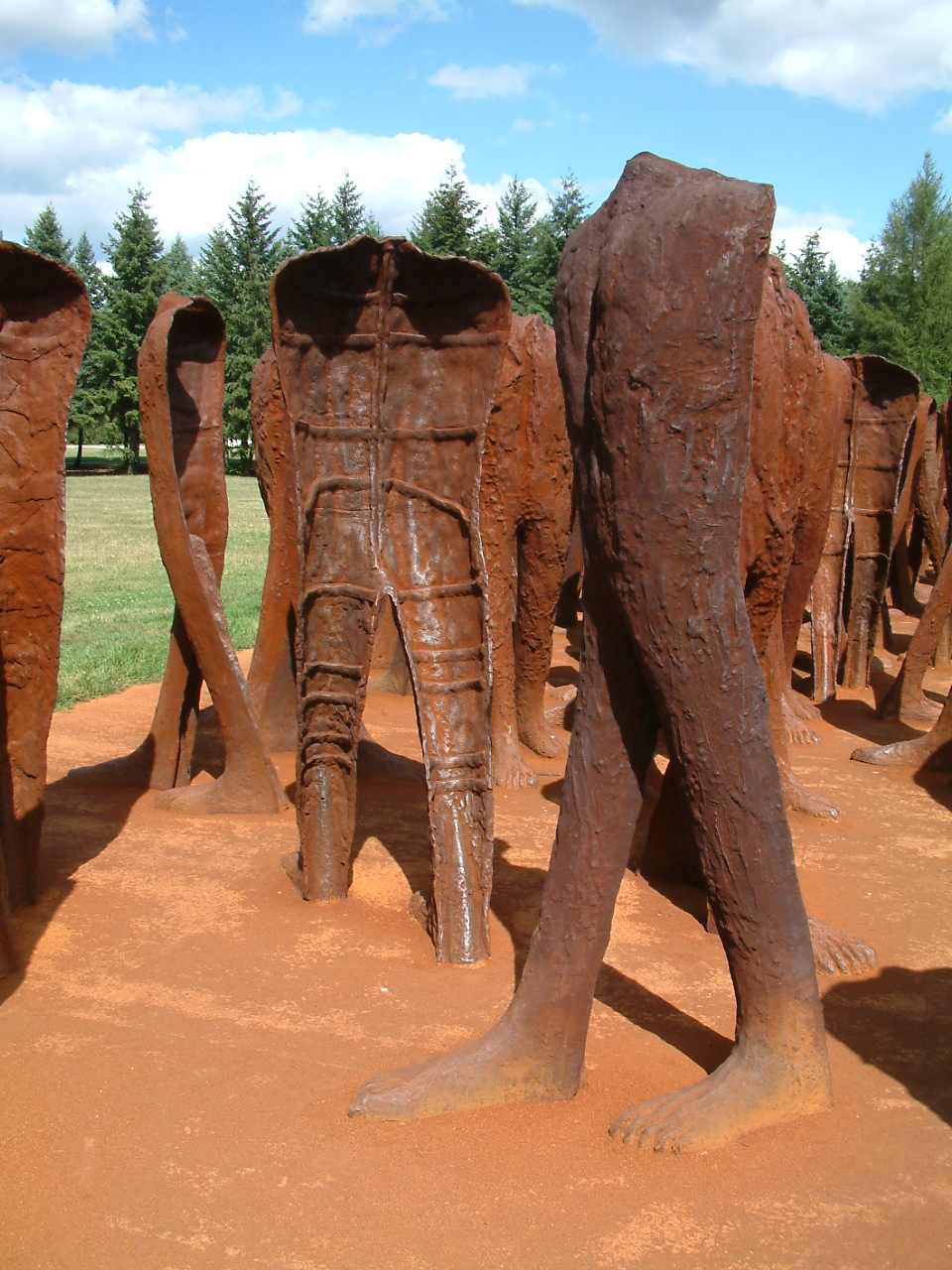
Esculturas de Magdalena Abakanowicz en la Ciudadela de Poznan

Atravesó la Segunda Guerra Mundial como parte de la resistencia polaca en Varsovia.
Abakanowicz estudió desde 1949 hasta 1954 en las academias de arte en Gdansk y Varsovia. Durante aquel tiempo su principal interés era la pintura, aunque también mostró afinidad por la escultura. Este desarrollo formativo estuvo marcado por las formas y figuras que había creado durante su infancia en la granja de su madre. Más tarde, cuando tuvo que hacer frente a las penosas condiciones económicas en el Polonia comunista, hizo uso de materiales naturales transformándolos en obras escultóricas de gran monumentalidad y fuerza expresiva, el sello distintivo de su trabajo.
Ocupó un lugar en la vanguardia artística internacional en la década de 1960, produciendo grandes tapices tejidos murales. de este periodo en la obra titulada Abakan, por la que en 1965 ganó el Gran Premio de la Bienal de Sao Paulo, Brasil. a mediados la década de 1970, su obra dio un giro dramático cuando comenzó a realizar personajes, animales y aves con tejidos de sisal, yute, pegamento y resina que caracterizan su obra desde entonces.
Se dedicó a la docencia en la Escuela de Arte desde 1965 a 1990. También fue en 1984 profesora visitante en la Universidad de California en Los Ángeles (UCLA), en Estados Unidos.

## Premios
Abakanowicz recibió numerosos premios y honores, incluyendo el premio de escultura del Centro de Escultura en Nueva York (1993), la Cruz de Comandante de la Orden Polonia Restituta (1998), el nombramiento de oficial de la Orden de las Artes y las Ciencias de París, Francia (1999) y el nombramiento Caballero de la Orden al Mérito de la República Italiana (2000). Fue doctora honoris causa de la Royal Academy (Real Academia de las Artes), Londres (1974), de la Escuela de Diseño de Rhode Island, Providence, Rhode Island (1992), de la Academia de Bellas Artes de Lodz (1998), del Instituto Pratt en Nueva York (2000), del Massachusetts College of Art, de Boston (2001), de la Escuela del Instituto de Arte de Chicago (2002) y de la Academia de Bellas Artes de Poznan (2002). Magdalena Abakanowicz fue miembro de la Academia de las Artes de Berlín (1994), de la Academia de Bellas Artes de Sajonia en Dresde (1998) y receptora de la Orden Pour le Mérite de Ciencias y Artes de Berlín (2000). También fue miembro honorario de la Academia Estadounidense de las Artes y las Ciencias, Cambridge, Massachusetts (1996).
En 1999 fue condecorada con el Premio Mundial de Artes Leonardo da Vinci del Consejo Cultural Mundial.
El 15 de marzo de 2010 fue condecorada en la embajada alemana en Varsovia por el embajador Michael H. Gerdts, «por sus destacadas y prolongadas contribuciones en el diálogo cultural entre Polonia y Alemania» con la Orden del Mérito de la República Federal de Alemania.

## Exposiciones individuales
- Tate Modern, Londrés (2022)
- Galería Xavier Fourcade, Nueva York (1985)
- Turske a. Galería Turske, Zúrich (1988)
- Palacio de exposiciones Mucsarnok, Budapest (1988)
- Stadel Kunstinstitut, Fráncfort del Meno (1989)
- Museo de Arte Sezon, Tokio (1991)
- Walker Art Center, Mineápolis (1992 m.)
- Museo de Arte Contemporáneo de la Ciudad de Hiroshima, Japón (1993)
- P.S. 1 Museum, Nueva York (1993)
- Fundacio Miro, Mallorca (1994)
- Galería Marlborough, Madrid (1994)
- Galería Kordegarda, Varsovia (1994)
- Yorkshire Sculpture Park, Inglaterra (1995)
- Manchester City Art Galleries, Inglaterra (1995)
- Kunsthal Charlottenborg, Dinamarca (1996)
- Galería Oriel Mostyn, Gales (1996)
- Gallerie Marwan Hoss, París (1996)